# دبوسي أملس
دبوسي أملس (الاسم العلمي: Claviceps glabra) هو نوع من الفطريات يتبع جنس الدبوسي من الفصيلة الدبوسية.